# Oud
För andra betydelser, se Oud (olika betydelser).

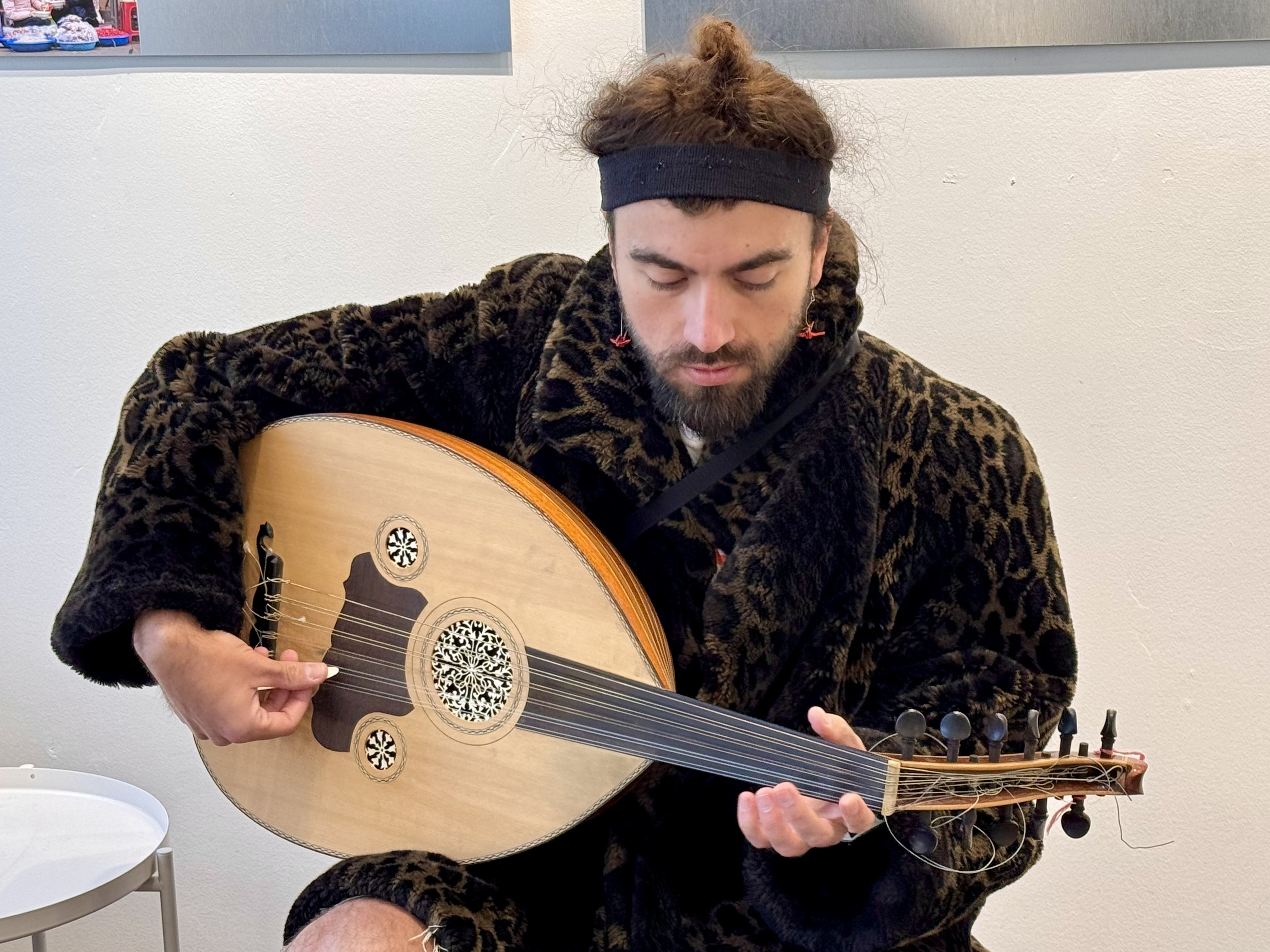
Oudspelare.

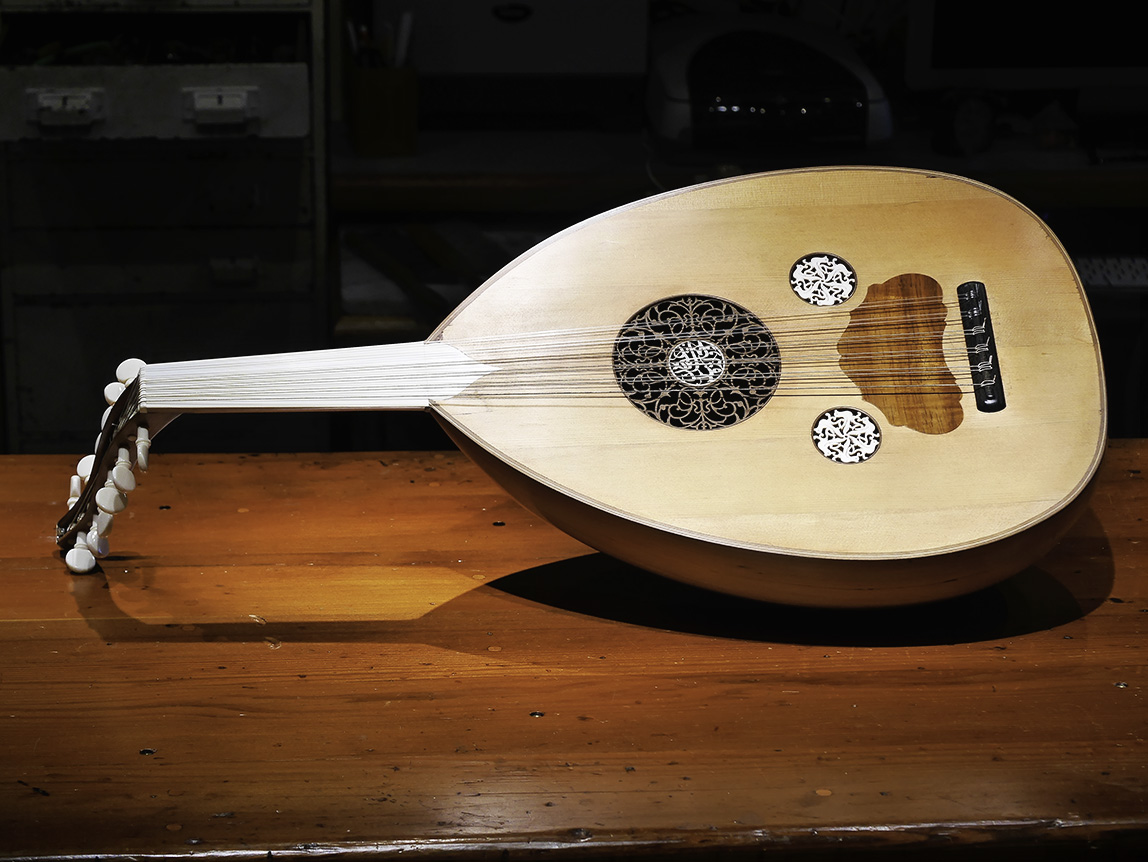
En modern syrisk Oud.

Oud eller ud, även känt som korthalsluta, är ett päronformat stränginstrument som härstammar från Mesopotamien men som sedan spreds till Mellanöstern, Ryssland och Kina. Oud är väldigt vanligt i arabisk musik och har vanligtvis 11 sen- eller nylonsträngar placerade i par, inom fackterminologin kallade "körer". Den lägsta bassträngen är enkel, även om det förekommer varianter med parsträngar även i basregistret. Instrumentet är bandlöst med kort mensur, vilket ger ett mjukt och svajande ljud.

## Lista över välkända oudspelare
- Munir Bashir
- Wasif Jawhariyyeh
- Ahmed Mukhtar
- Charbel Rouhana
- Naseer Shamma
- Samir Tahar
- George Mgrdichian